# Permanente make-up
Permanente make-up of PMU is het inbrengen van pigmenten in de epidermis. Dit gebeurt met een pen waarin een naald/hygiënemodule wordt geplaatst. Permanente make-up lijkt qua techniek op tatoeage, maar het doel is iets anders. Ook wordt een tatoeage dieper gezet.
Andere woorden voor permanente make-up zijn micro-pigmentatie, dermatografie, cosmetische tatoeage en cosmetische pigmentatie.

## Gebruik

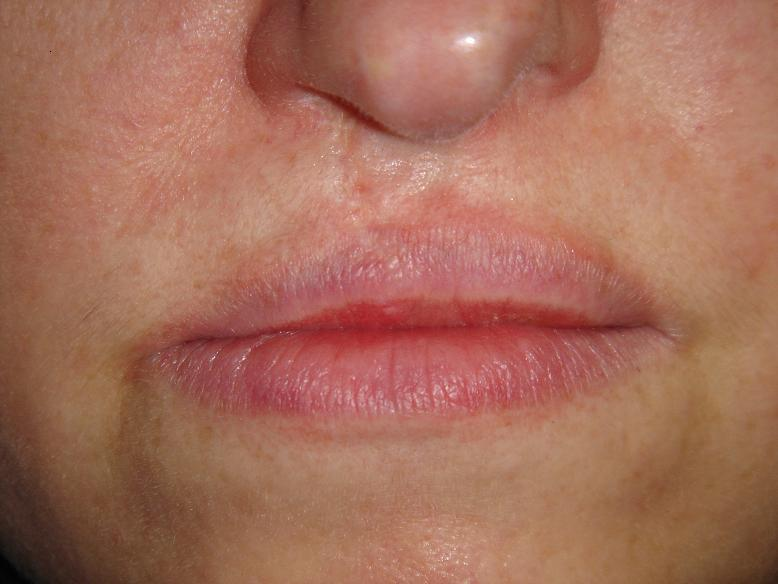
Voorbeeld A, voor behandeling van de lippen

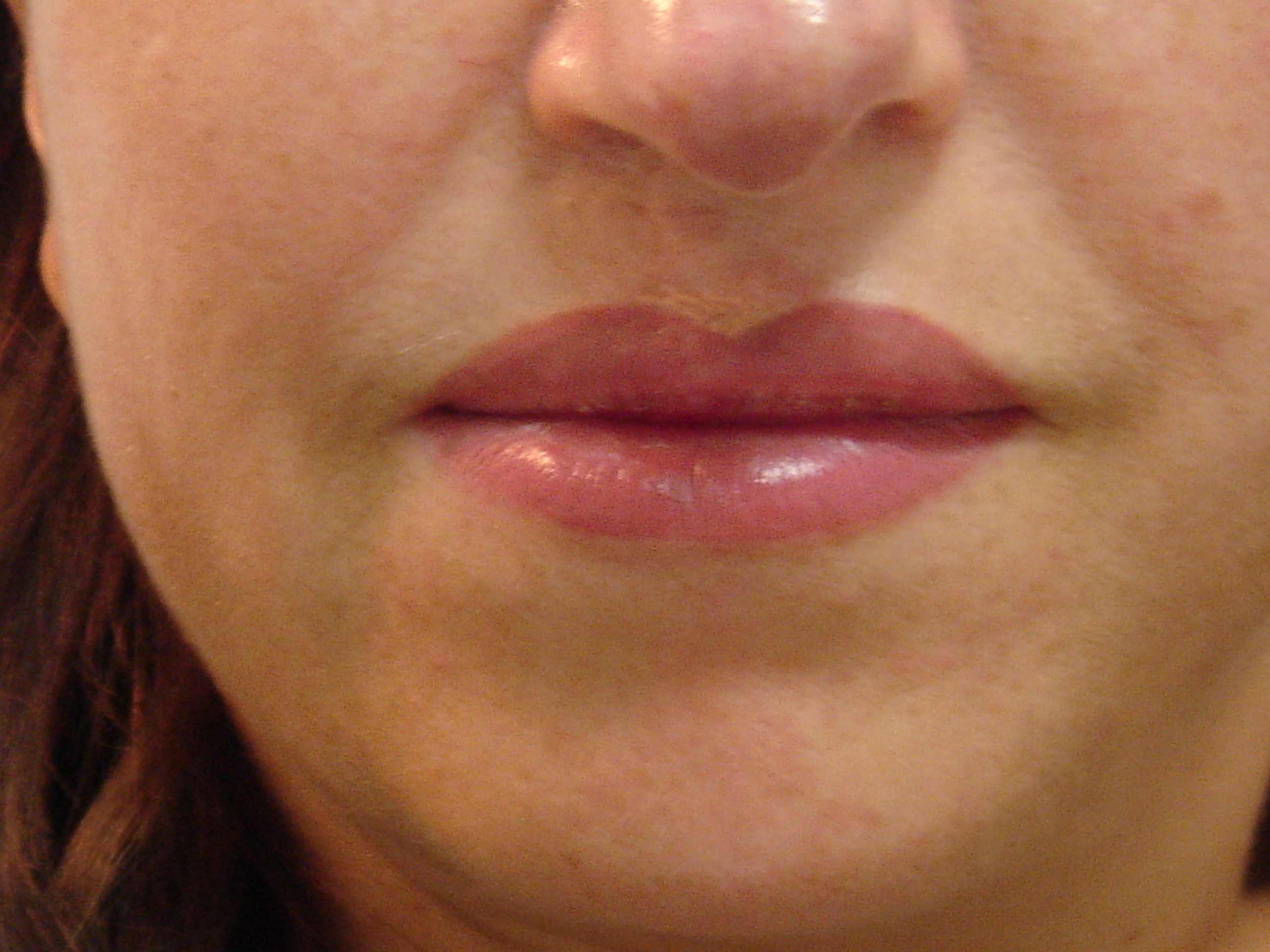
Voorbeeld A, na de tweede behandeling

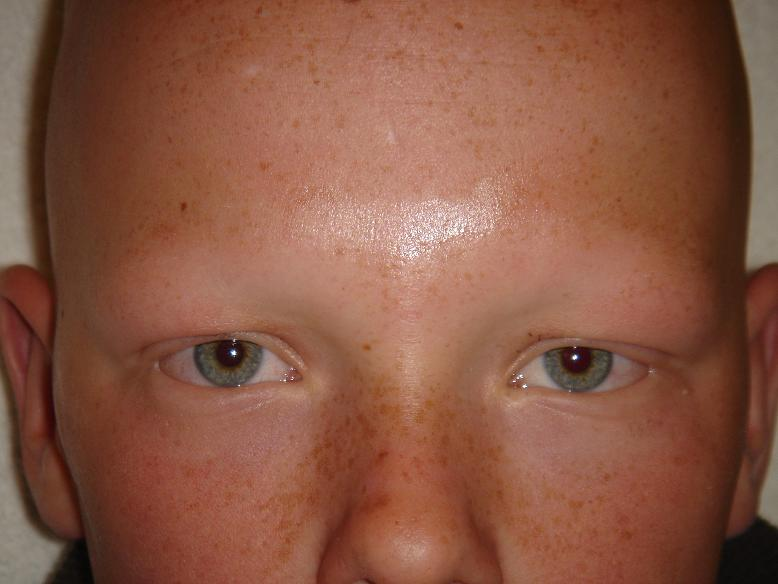
Voorbeeld B, voor de behandeling van de wenkbrauwen

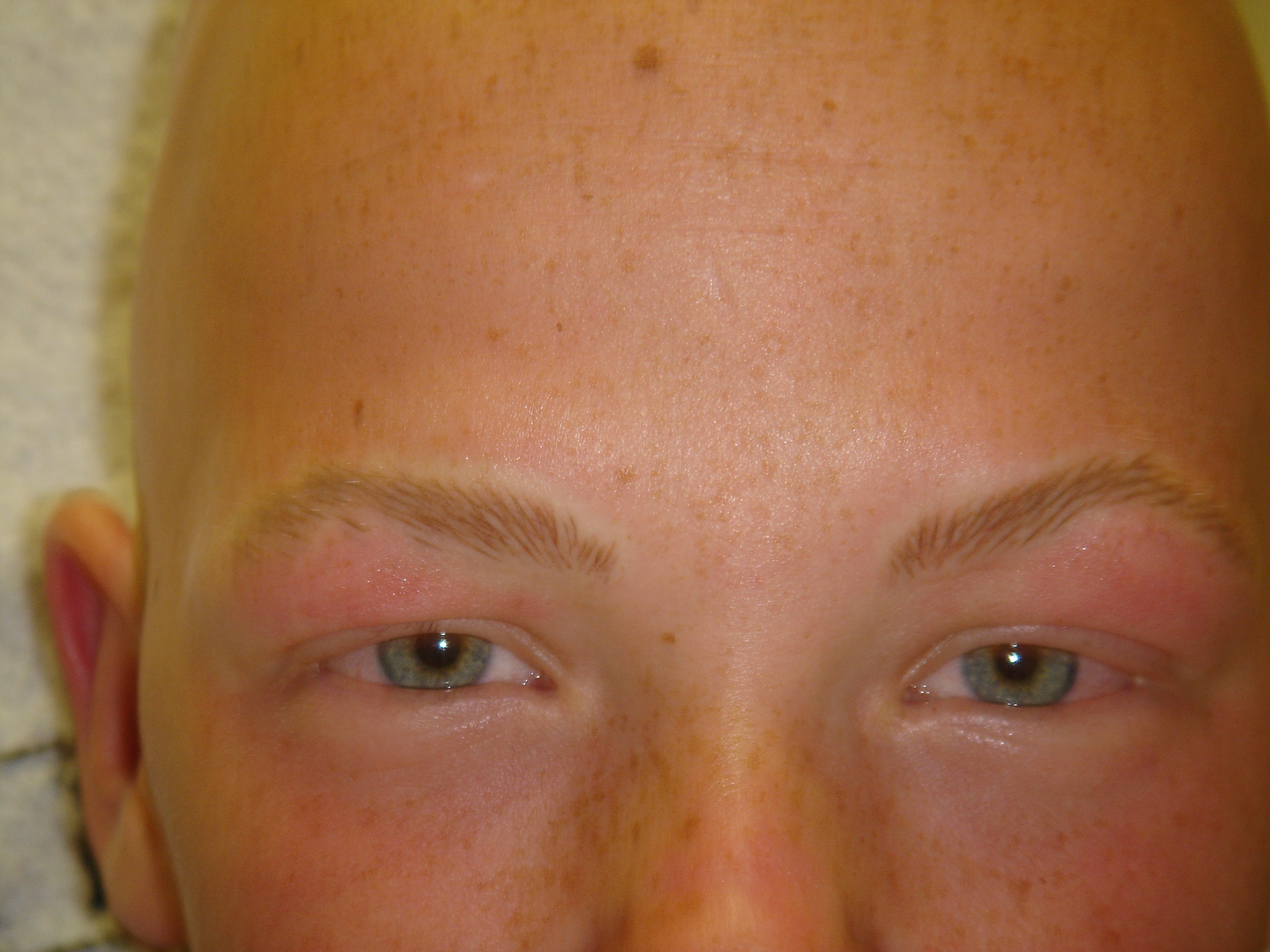
Voorbeeld B, na de eerste behandeling

Permanente make-up (PMU) wordt gebruikt om bijvoorbeeld wenkbrauwen te verfraaien. Alles wat normaal met een potloodje wordt toegevoegd, kan met permanente make-up voor een periode van 1 tot 4 jaar in de huid worden gebracht. Andere mogelijkheden van permanente make-up zijn: eyeliners, lipliners, fulllips, rouge. Ook kunnen littekens en de gevolgen van vitiligo in huidtinten worden gecamoufleerd. Na een borstamputatie is met deze techniek een tepelhof na te bootsen. PMU-behandelingen worden meestal niet vergoed door de zorgverzekeraars.
Permanente make-up wordt in Nederland sinds ongeveer 1988 toegepast. Al veel langer wordt het toegepast in Korea en daarna Amerika. Een van de eerste boeken over PMU is van Lin Su Lin en verscheen rond 1978.
Permanente make-up kan worden toegepast door schoonheidsspecialisten, PMU-specialisten of nagelstylistes.

## Verschil met tatoeëren
Permanente make-up lijkt op tatoeëren. Een tatoeage wordt echter in het onderhuids bindweefsel geplaatst, dit is echt permanent. Permanente make-up wordt in de lederhuid geplaatst. Deze pigmentatie is hierdoor eigenlijk niet echt permanent. Door onder andere ultraviolet licht en door het natuurlijke vernieuwen van de huid door schuren en wrijving, zal de pigmentatie na 1 tot 4 jaar vervagen.

## De behandeling
De permanente make-upbehandeling omvat meestal 2 tot 3 behandelingen. Van tevoren wordt ingegaan op de persoonlijke wensen, de vorm en de kleur van het pigment. De aan te brengen correctie wordt vaak eerst op de huid getekend. Bevalt het 'ontwerp' dan blijft de tekening staan en wordt het pigment in de huid gebracht.
Meestal is de pigmentatie iets donkerder dan gewenst. Vier dagen na de pigmentatie zal die lichter worden, doordat de opperhuid, ook vol met pigment, zal afstoten. Dit kan gepaard gaan met kleine korstjes/schilfers. Na deze afstoting ziet de pigmentatie er weer iets te licht uit. Na minimaal 4 weken vindt de tweede behandeling plaats. Hierbij kunnen nog correcties aangebracht worden in vorm en kleur.
Hetzelfde gebeurt bij een derde behandeling na ongeveer weer 4 weken. Meestal is het resultaat na de derde nabehandeling goed en blijft het 1 tot 4 jaar aanwezig.
Er zitten minimaal 4 weken tussen elke behandeling omdat dan de opperhuid weer helemaal vernieuwd is, dit duurt namelijk ongeveer 28 dagen. Bij oudere mensen duurt dit ongeveer 5 tot 6 weken. Bij een nabehandeling moet daarmee rekening worden gehouden.

## Verschillende technieken
Er zijn verschillende naaldgroeperingen mogelijk, waardoor er verschillende effecten ontstaan.
- Naalden die tegenover elkaar staan, bijvoorbeeld in een driehoekje (3-puntsnaald). Toepassing bij o.a. de poederwenkbrauwen techniek (ombre powder brows). Het gehele oppervlakte wordt ingekleurd met pigment .
- Naalden die achter elkaar staan worden 'flat' (oftewel 'plat') naalden genoemd. Deze worden onder andere gebruikt bij de zogenaamde ‘microblading hairstrokes’ techniek.
- Een enkele naald, vooral toegepast bij de 'hyperrealisme hairstrokes' techniek.

Met de hairstrokes technieken worden haartjes getekend die, afhankelijk van de creativiteit en ervaring van de specialist, net echt lijken.
- Nano - Micro naaldmodulle wordt gebruikt bij de Dot-Art techniek. Deze techniek wordt o.a. gebruikt wanneer de klant bloedverdunners gebruikt maar ook bij een zeer dunne / gevoelige huid. Daarnaast zijn er nog vele andere mogelijkheden met de Dot-Art techniek.

In pigmenten is er veel verschil in kwaliteit . De stabiliteit van de kleur is belangrijk, pigmenten die gesinterd zijn blijven stabiel van kleur.

## Hygiëne en veiligheid
In Nederland is in 2007 nieuwe wetgeving in werking getreden die eisen stelt aan veiligheid en hygiëne. Een certificaat dat in de behandelruimte aanwezig dient te zijn moet bewijzen dat de salon aan de eisen voldoet. Controle hierop geschiedt door de Keuringsdienst van Waren die ook monsters neemt van pigmenten en andere materialen waarmee gewerkt wordt.
De veiligheid van pigmenten is in Nederland sinds 2004 wettelijk gewaarborgd. Pigmenten die allergische reacties kunnen veroorzaken, of op een andere manier schadelijk zouden kunnen zijn, zijn verboden. Het Landelijk Centrum Hygiëne en Veiligheid (LCHV) en de Gemeentelijke gezondheidsdienst (GGD) houden controle op het veilig aanbrengen van permanente make-up.

### Hygiënemodule
In Nederland moet een PMU-specialist met apparatuur werken waar een hygiënemodule in geplaatst kan worden. Dit is de naald met daaromheen een naaldkapje waar het pigment in opgezogen wordt. Het hygiëneaspect zit in het feit dat er een rubbertje geplaatst is bij de overgang naar de bevestiging met de pen. Het voordeel hiervan is dat het pigment niet terug kan lopen in de pen. Hierdoor wordt besmetting van de ene cliënt door de andere voorkomen. Bij iedere behandeling behoort dan wel een nieuwe steriele naald/module gebruikt te worden.
Het register voor Veilige PMU specialisten (veiligepmunederland) is een officieel online Nederlands register waar specialisten getoetst worden op hun kennis en vaardigheid. Zoals bijvoorbeeld een volwaardig diploma.

## Verdoving
Permanente make-up aanbrengen is een behandeling die pijn kan veroorzaken, daar er een paar keer over hetzelfde stukje huid behandeld wordt. De huid kan van tevoren verdoofd worden met lidocaïne-prilocaïnecrème. Dit middel is in Nederland alleen op recept van een arts verkrijgbaar. De crème moet meestal ongeveer 1 uur van tevoren op de te behandelen huid worden aangebracht. Bij de ogen kan de crème het beste in de studio worden opgebracht door de deskundige. Als de crème dan per ongeluk in de ogen komt, kan het direct verwijderd worden. De crème mag niet door de specialist aangebracht worden. Verdoven is een medische handeling in Nederland en mag alleen door een arts worden uitgevoerd. De klant mag de crème zelf aanbrengen maar de schoonheidsspecialiste dus absoluut niet. Het voordeel van verdoven is niet alleen dat de huid ongevoeliger wordt, maar ook rustiger, omdat de bloedvaatjes zich aan de oppervlakte sluiten. Hierdoor voelt de cliënt minder en kan de aanbrenger beter werken.

## Deskundigheid
Er bestaat nog geen officieel diploma voor het aanbrengen van permanente make-up via de brancheorganisatie voor schoonheidsspecialisten de ANBOS. Ook zijn er eigen diploma's van opleidingsinstellingen. Via de Nederlandse Vakschool is het mogelijk om in Meppel of Oud-Beijerland een volwaardige opleiding te volgen tot PMU specialist.
Bij de GGD kan worden geïnformeerd welke salons een vergunning hebben volgens de LCHV code. Dit is een vergunning die elke drie jaar opnieuw aangevraagd dient te worden.